# Pleurophorus anatolicus
Pleurophorus anatolicus är en skalbaggsart som beskrevs av Rudolph Petrovitz 1961. Pleurophorus anatolicus ingår i släktet Pleurophorus och familjen Aphodiidae. Inga underarter finns listade i Catalogue of Life.